# Larry Allen
Larry Christopher Allen Senior (* 27. November 1971 in Los Angeles, Kalifornien; † 2. Juni 2024 in Mexiko) war ein US-amerikanischer American-Football-Spieler in der NFL. Er gilt als einer der besten Guards aller Zeiten.

## College
Allen spielte als Guard in der Offense der Sonoma State University in Rohnert Park, Kalifornien. Allen entwickelte am College herausragende athletische Fähigkeiten und hatte neben dem Schutz seiner Quarterbacks die Aufgabe, dem eigenen Runningback den Weg durch die gegnerische Abwehr freizublocken. In einem Spiel gelang es seiner Mannschaft, durch 334 im Laufspiel erzielte Yards einen Rekord zu erzielen.

## Profilaufbahn
Im NFL Draft 1994 wurde Allen durch die Dallas Cowboys in der zweiten Runde an 46. Stelle verpflichtet. Die Cowboys waren eines der dominierenden Footballteams der 1990er Jahre. Zahlreiche Starspieler spielten in ihren Reihen. Der Quarterback Troy Aikman, der Wide Receiver Michael Irvin und der Runningback Emmitt Smith waren der Alptraum der gegnerischen Abwehrreihen. Allen verstand es zusammen mit Nate Newton und dem später zu den Houston Oilers gewechselten Center Mark Stepnoski hervorragend, seinen Quarterback vor den Attacken der gegnerischen Abwehrspieler zu schützen und konnte sich auch immer wieder als Blocker von Emmitt Smith in Szene setzen. 1995 konnten die Cowboys unter ihrem Coach Barry Switzer in das NFC Championship Game gegen die von Mike Holmgren trainierten Green Bay Packers einziehen. Sie besiegten das von Quarterback Brett Favre angeführte Team mit 38:27. Der Einzug in den Super Bowl war die Folge, im Super Bowl XXX traf man dann auf die von Bill Cowher trainierten Pittsburgh Steelers und konnte diese mit 27:17 besiegen.

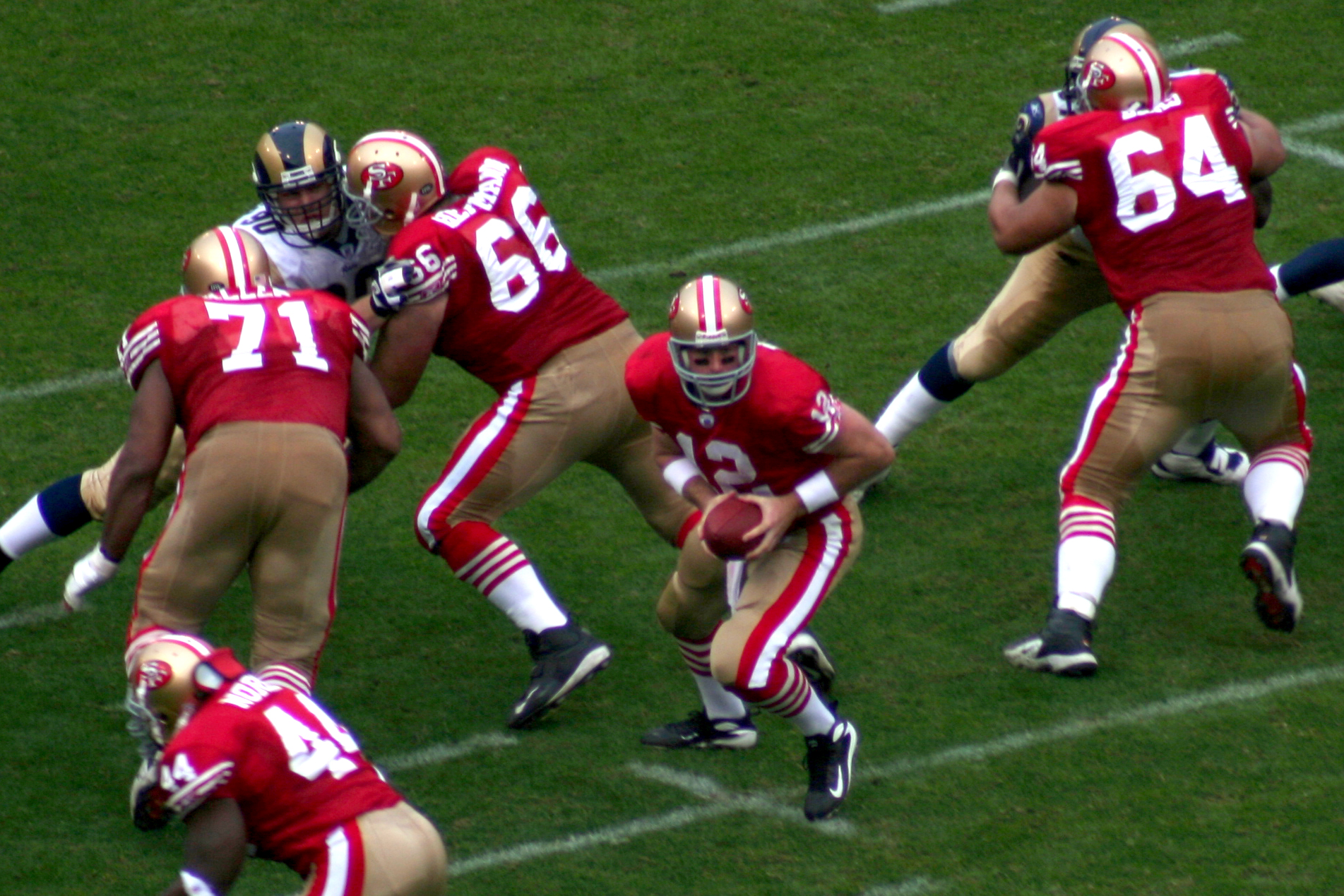
Larry Allen (Nr. 71) bei den 49ers

Bis 2005 spielte Allen bei den Cowboys und kam in insgesamt 177 Spielen zum Einsatz. Nach der Saison 2005 wurde er entlassen, fand aber sofort mit den San Francisco 49ers einen neuen Arbeitgeber. Auch bei den 49ers wurde er zum Stammspieler und spielte für die Mannschaft aus Kalifornien im Pro Bowl. Am 29. August 2008 erhielt er von den Cowboys nochmals einen Vertrag. Dieser hatte eine Laufzeit von genau einem Tag – somit hat er seine Profikarriere als Spieler der Cowboys begonnen, aber auch beendet.

## Ehrungen
Allen spielte elfmal im Pro Bowl, dem Saisonabschlussspiel der besten Spieler einer Saison. Dabei kam er auch auf der Position des Offensive Tackle zum Einsatz. Er war Mitglied im National Football League 1990s All-Decade Team, im National Football League 2000s All-Decade Team und im The Dallas Cowboys 40th Anniversary Team. Die Dallas Cowboys ehrten ihn im November 2011 mit der Aufnahme in den Dallas Cowboys Ring of Honor. Im Jahr 2013 wurde er in die Pro Football Hall of Fame aufgenommen.

## Privates
Allen war verheiratet und hatte drei Kinder. Er unterstützte mit anderen Spielern der Cowboys eine Schule für Kinder mit Down-Syndrom.
Er starb am 2. Juni 2024 während eines Familienurlaubs in Mexiko im Alter von 52 Jahren.